# 魔彈射手 (漫畫)
《魔彈射手》（魔弾の射手）為青池保子的漫畫作品「浪漫英雄」的外傳作品。描寫就職於NATO的耶貝魯巴哈少佐的故事。
在日本作家的同類型諜報作品中，本作巧妙的以洗鍊的筆法描繪了充滿背叛、欺騙且無人能夠信任的殘酷間諜世界，此風格與約翰·勒卡雷的作品相似。雖然是少女漫畫，但是完全不帶一絲戀愛要素，內容圍繞在謀略和自保、國家利益之間的中年男性們的故事。

## 故事簡介
為了確認KGB的高級情報員逃亡西方的目的，耶貝魯巴哈少佐被授與和這位高級情報員接觸並派出支援其逃亡的任務；此高級情報員其實是西方派往KGB的間諜，因為感受到KGB掃蕩這些西方派來的反間諜行動的壓力而希望逃亡西方。
由於這位高級情報員的亡命條件為NATO保護其屬下反間諜們的安全，少佐被派任保護其中一人（代號‧波里斯）；另一方面，KGB派出名為「魔彈射手」的連續殺人犯，負責暗殺這些反間諜。此人以殺人為樂，採用假情報心理戰對反間諜施加壓力。
少佐和無法信任任何人且充滿猜疑心的反間諜接觸，他的任務是從「魔彈射手」手中保護反間諜的安全，以及讓KGB的高級情報員成功逃往西方。
本作由秋田書店出版B5大小的精裝本，也有收錄於秋田文庫的口袋版。目前並無中文版。

## 關連條目
- 魔彈射手 - 卡爾·馬利亞·馮·韋伯作曲之三幕歌劇。
- 青池保子
- 浪漫英雄